# Arrosage automatique

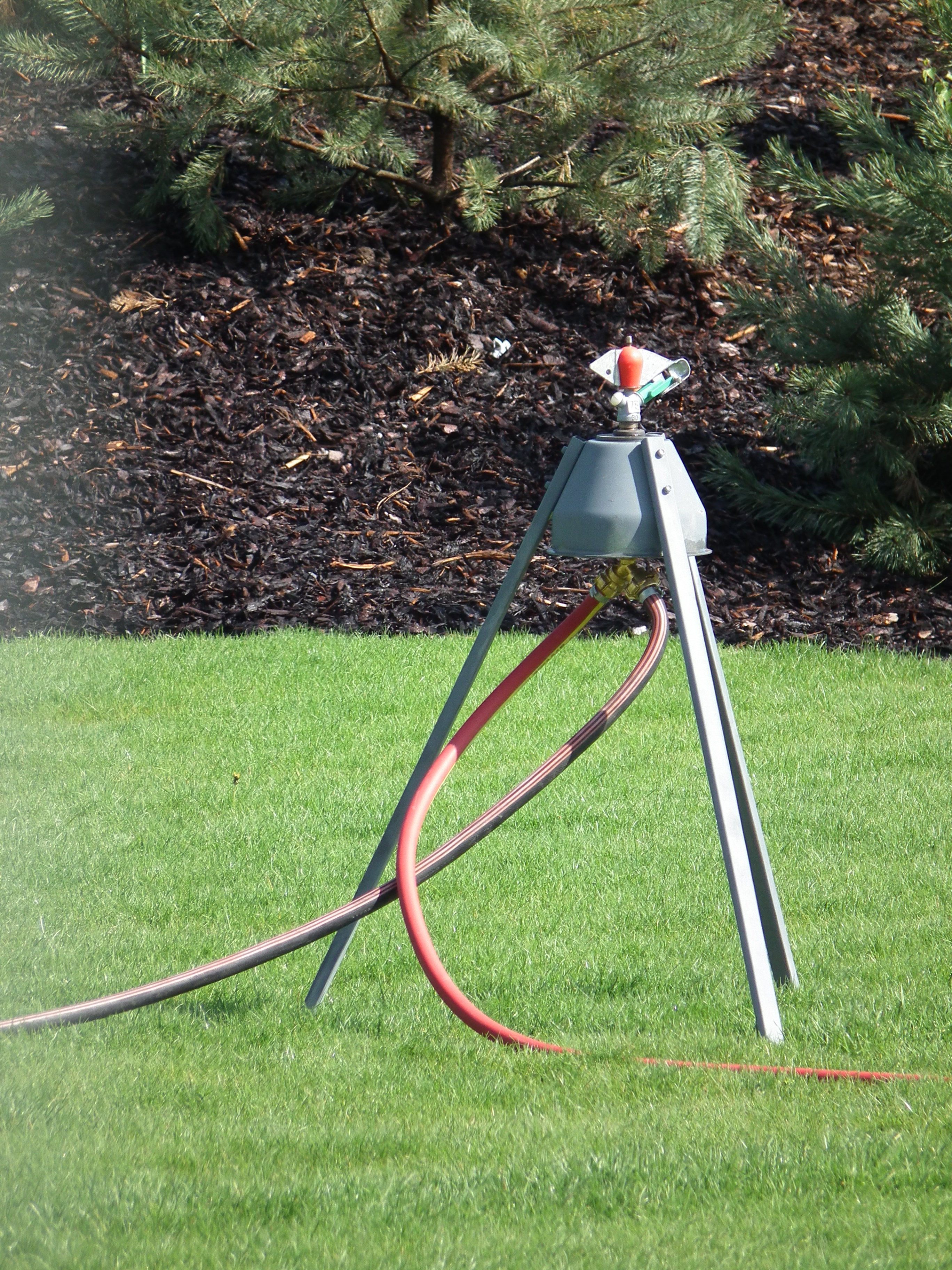
Exemple d'asperseur surélevé

La notion d'arrosage automatique désigne  les systèmes permettant de fournir de l'eau à des plantes en routine durant un certain temps sans intervention humaine, plutôt par aspersion ; mais il peut s'agir de système de type « goutte-à-goutte ». 
Ces systèmes d'arrosage peuvent être pilotés localement ou à distance et de manière plus ou moins automatisée ; une énergie hydraulique et/ou électrique est souvent nécessaire pour cette automatisation.

## Utilisation

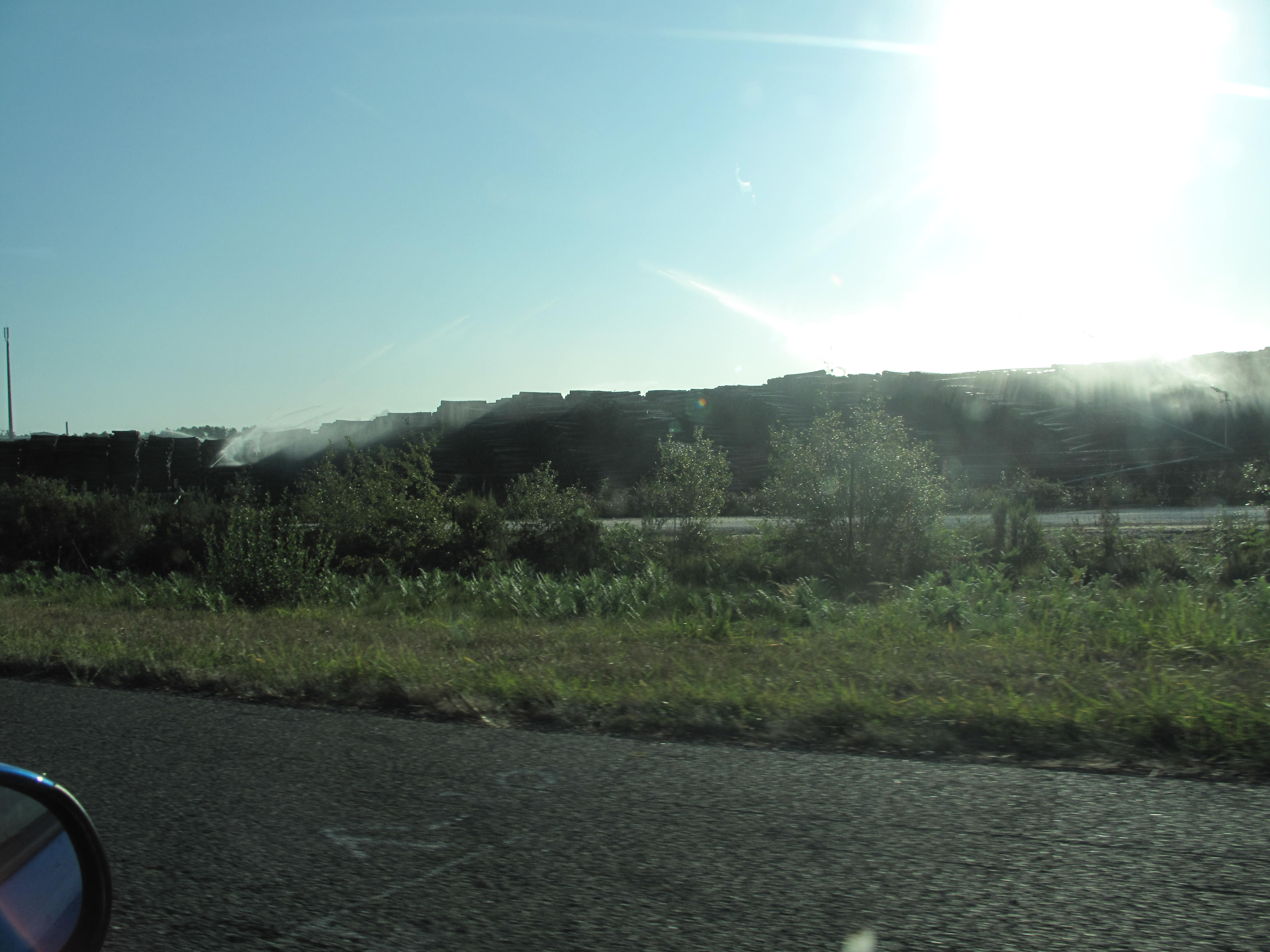
Arrosage automatique sur les troncs des arbres abattus par la tempête Klaus.

L'arrosage automatique est utilisé par divers acteurs :
- agriculteurs,
- semenciers,
- pépiniéristes,
- jardiniers (professionnels ou amateurs),
- gestionnaires de terrains de sport,
- gestionnaires d'espaces verts
- gestionnaire d'espaces verts de zone d'activité
- intendants de terrain : responsable de l'entretien d'un terrain de golf,
- horticulteurs
- après les grandes tempêtes, on utilise parfois des asperseurs pour maintenir le bois mouillé, afin de le stocker pour éviter des méventes ou chutes brutales des cours.
- Il est possible d'utiliser parfois également des asperseurs dans certaines zones de travaux afin de fixer la poussière au sol. De la même façon mais dans un but différent, on utilise des asperseurs dans les carrières des chevaux pour leur confort.

Hormis pour les particuliers, de manière générale, il est plutôt réservé aux grands espaces, et notamment  à l'irrigation de champs, de zones enherbées, fleuries ou vastes pelouses, mais on l'utilise aussi pour des espaces verts difficilement ou dangereusement accessibles.

### Automatisation
Les premiers programmateurs d'arrosage , électromécaniques, apparaissent vers les années 1960 afin d'éviter les actions manuelles et répétées. Ces appareils sont peu précis et relativement coûteux. L'électronique grand public se développant les décennies suivantes, les tarifs chutent et la précision augmente avec la disparition des parties mécaniques. Dans les années 1980 viennent les premiers appareils périphériques aux programmateurs avec essentiellement des systèmes agissant en fonction de la pluviométrie, afin d'optimiser ou d'économiser les apports d'eau. Quelques années plus tard, la « gestion centralisée » à partir de micro-informatique est créée pour les grands ensembles tels les golfs ou les différents sites d'une même ville. Dans les années 2000, les sondes périphériques, apparues bien avant, évoluent vers plus de technicité, gérant plusieurs paramètres au-delà de la seule pluviométrie. Vers le milieu des années 2010 sont commercialisés les premiers programmateurs « à distance », que ce soit avec une technologie bluetooth permettant une gestion à courte distance ou wifi autorisant une action de n'importe où dans le monde pourvu qu'une connexion internet soit disponible.
Outre de se défaire de la charge d'un arrosage manuel, l'usage d'un programmateur permet principalement d'économiser l'eau ; ces économies sont consécutives de plusieurs actions réalisées par l'homme sur le programmateur, telles la modulation des durées, des fréquences (répétitions) ou des quantités. Mais les objets périphériques, principalement des sondes de vent, ensoleillement, température ou surtout pluviométrie, peuvent également agir sans action humaine pour diminuer les quantités d'eau apportées ; certains modèles communicant à distance vont jusqu'à inclure l'évapotranspiration comme paramètre, alors que les générations les plus récentes gèrent les informations transmises par des stations météorologiques locales.

## Typologies

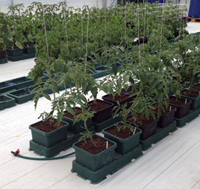
Système d'arrosage automatique par capillarité.

Il faut distinguer deux types d'arrosage automatique : en surface ou enterré; les deux systèmes peuvent être combinés.
Pour les systèmes agricoles, tant en surface qu'en goutte-à-goutte, les pompes sont beaucoup plus puissantes, et pour des raisons d'économie et d'accessibilité à la ressource, les prises d'eau se font souvent dans des cours d'eau ou bassins de rétention d'eau. Des systèmes de crépines et filtres empêchent le bouchage du sprinkler.
Le nettoyage du filtre (technique du « contre-lavage ») peut lui aussi, dans certains cas, être automatisé, que ce soit de façon autonome, ou dans le cadre du cycle d'arrosage. 
D'autres systèmes utilisent la gravité pour amener l'eau jusqu'à des bacs dans lesquels baignent des pots. L'eau remonte alors par capillarité jusqu'aux racines de la plante mise en pot. Ce type de système est surtout utilisé pour les cultures d’intérieur de petites dimensions (serre, appartement...).

## Avantages et inconvénients

### Avantages
- Une fois le système en place, tant que l'eau ne manque pas, et que la pression est suffisante dans le tuyau, l'arroseur fonctionne presque sans entretien, la pression de l'eau alimente le système oscillatoire ou de rotation.
- Meilleur rendement des cultures.
- Réduction de l'intervention humaine (coûts, fatigue, disponibilité, inaccessibilité du lieu, dangerosité du lieu).
- Équilibre des répartitions d'eau sur une surface.

### Inconvénients
- Coûts élevés ; bien que ceci soit très relatif en agricole lorsqu'on inclus la rentabilité globale d'une exploitation qui ne repose que sur les rendements de ses cultures.
- Besoin de main d’œuvre pour le montage de certains grands systèmes agricoles.
- Hormis pour le goutte à goutte, quand il fait chaud ou qu'il y a du vent, une part significative de l'eau sera évaporée, ou non utilisée par les plantes (perdue avec le ruissellement ou par percolation dans le sol loin des racines), ce qui contribue au gaspillage et parfois à la pollution (par les nitrates et pesticides surtout) de la ressource en eau.
- Bien que cela soit techniquement possible, les systèmes de pompes ne sont généralement pas asservies à un système de contrôle régulant le débit selon les vrais besoins de la plante, ou selon le contexte thermohygrométrique.
- L'adaptation aux zones de pentes ou aux sols dont la perméabilité varie (ex : bordure de gazon) est parfois difficile.
- Peu de résistances aux périodes de grand froid.
- Moins d'économies d'eau qu'avec des dispositifs plus modernes et innovants (arrosage intelligent, arrosage connecté)

## Galerie photos

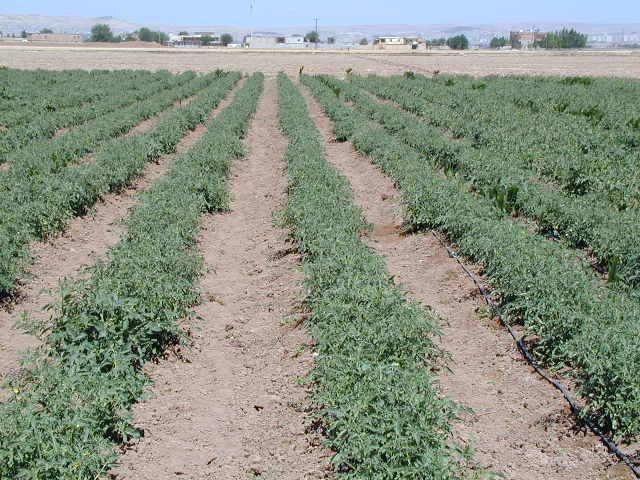
Système économe d'arrosage, de type goutte à goutte, en zone aride
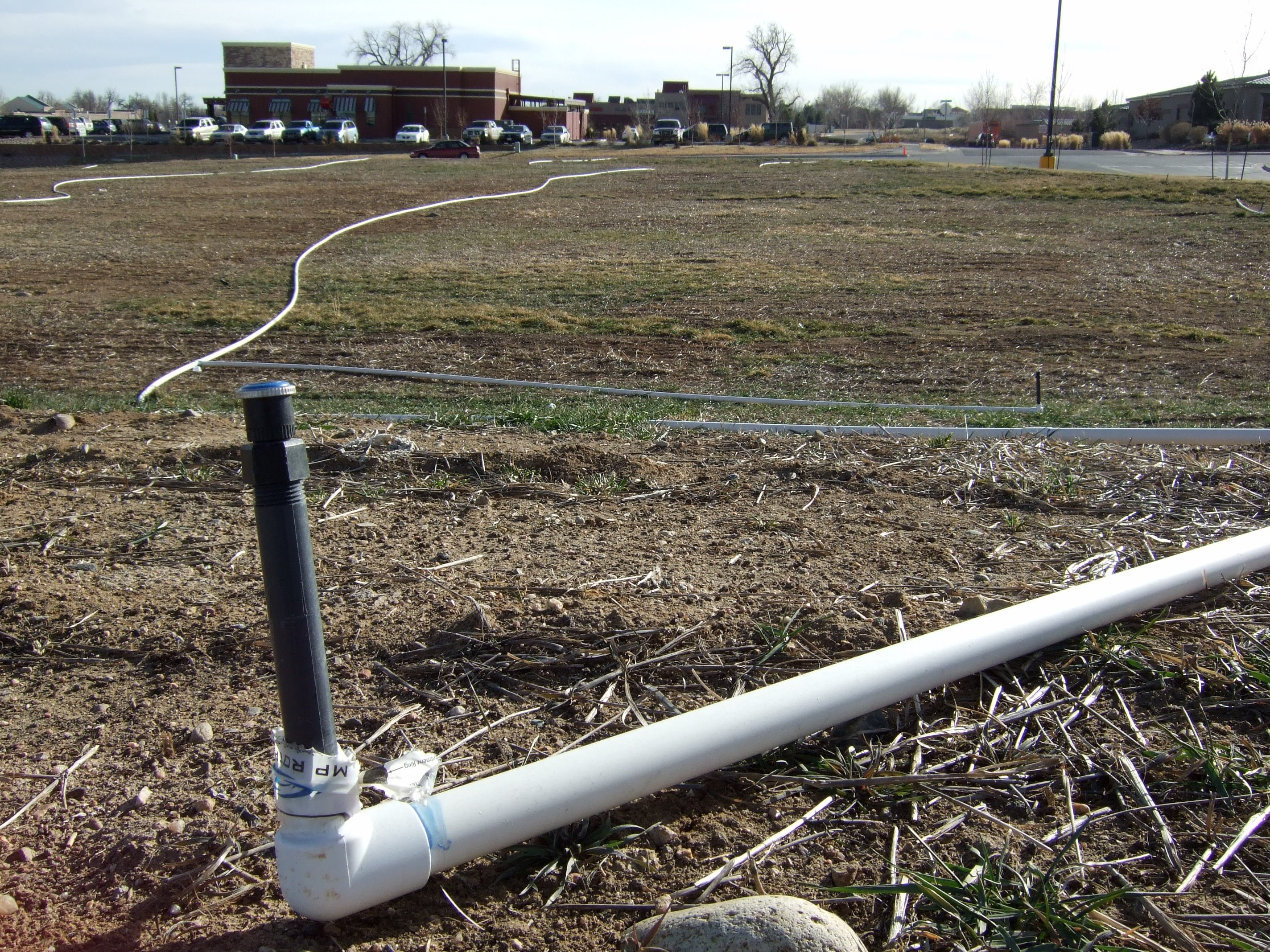
Buse non escamotable au sommet d'une allonge préparée avant installation
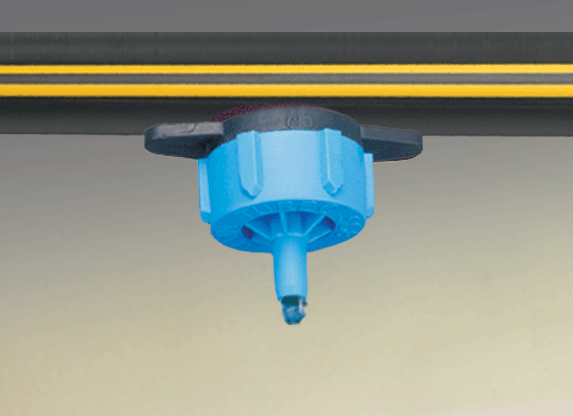
Système de goutte à goutte pour micro-irrigation
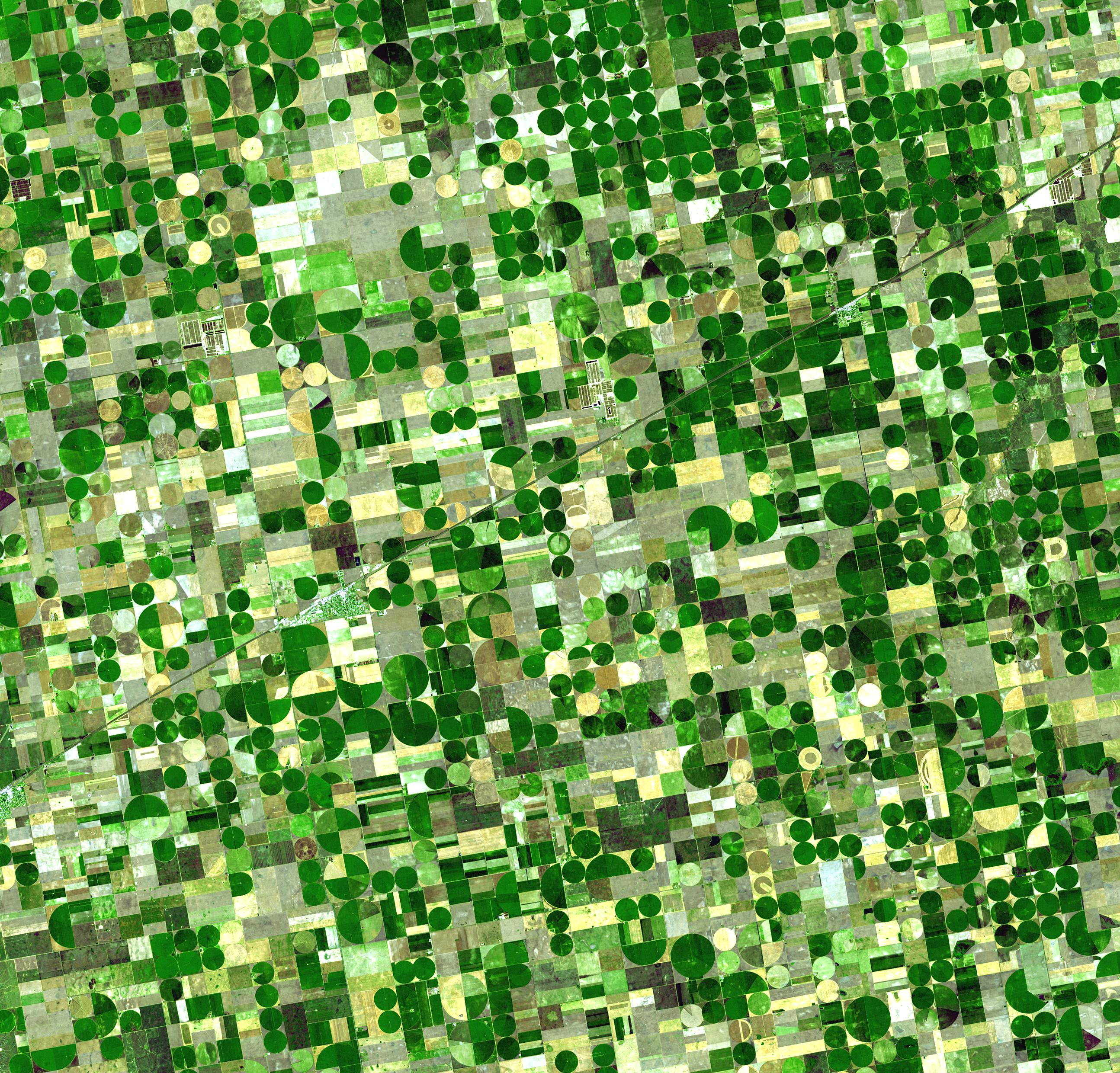
Arrosages circulaires à pivot central, vu de satellite aux États-Unis
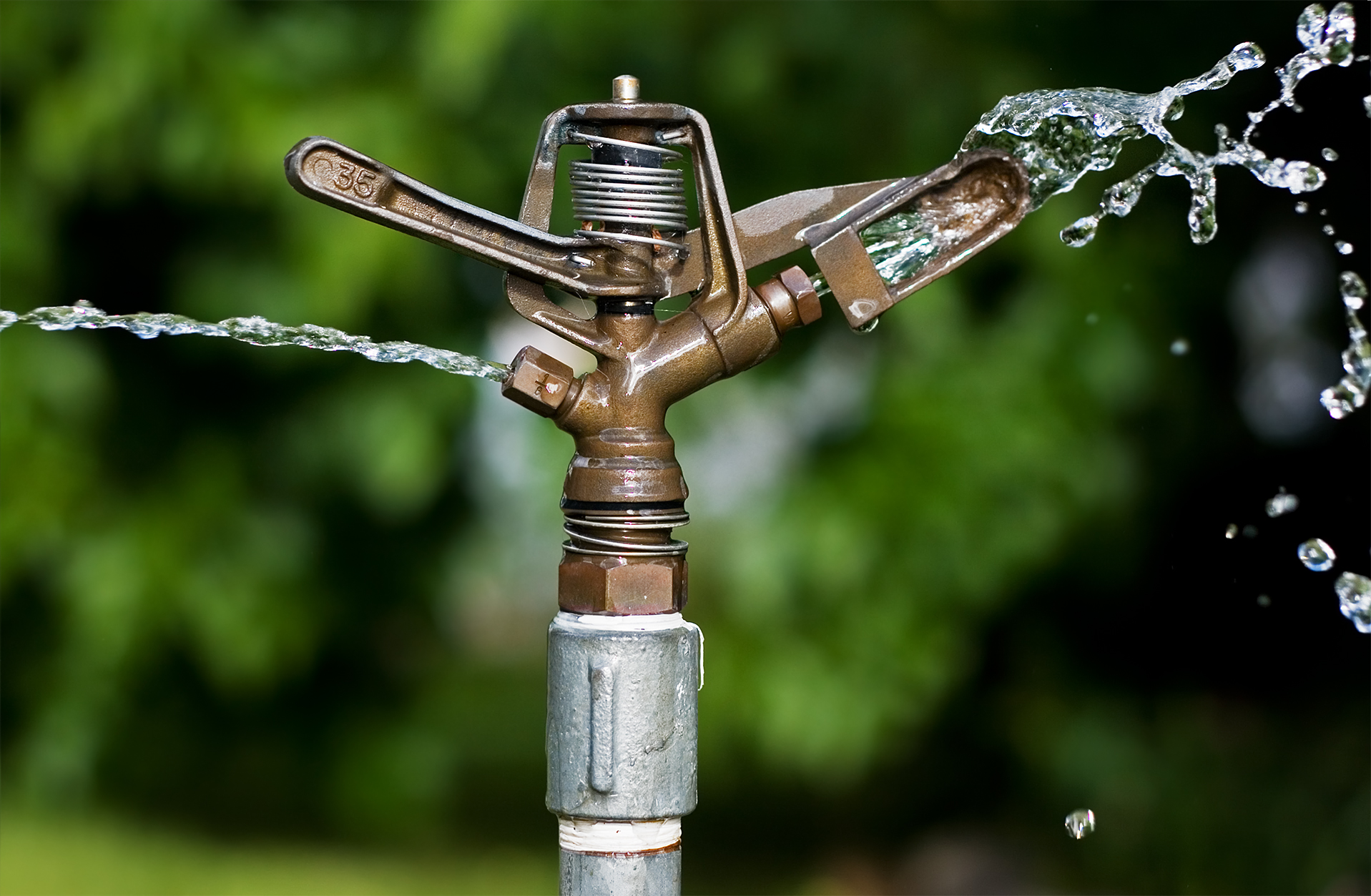
Un asperseur à balancier, en action
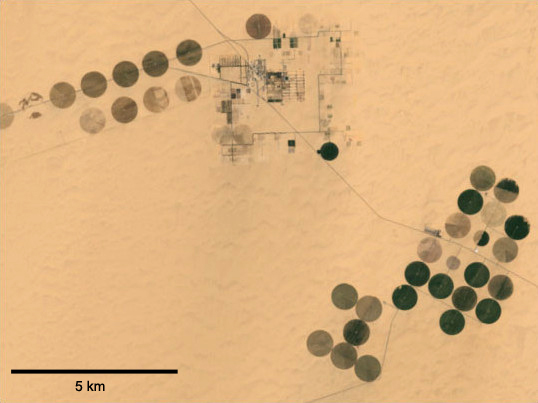
Système d'irrigation circulaire à pivot central, dans le cœur du Sahara, avec prélèvement dans une nappe fossile (qui ne pourra pas se recharger). Ce système gaspille beaucoup plus d'eau qu'un système de type goutte à goutte. (Imagerie satellitaire : NASA)
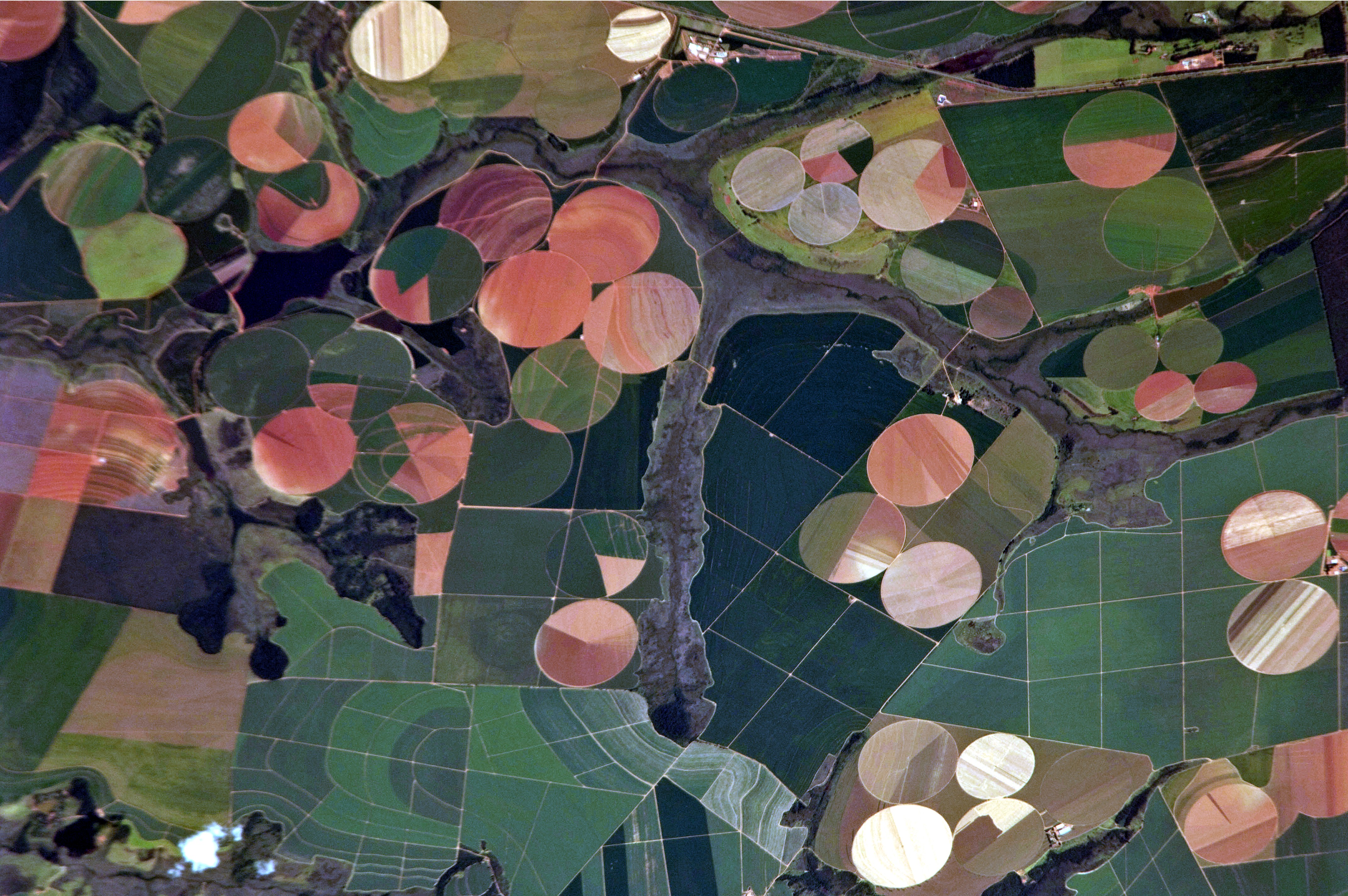
Au Minas Gerais (Brésil)
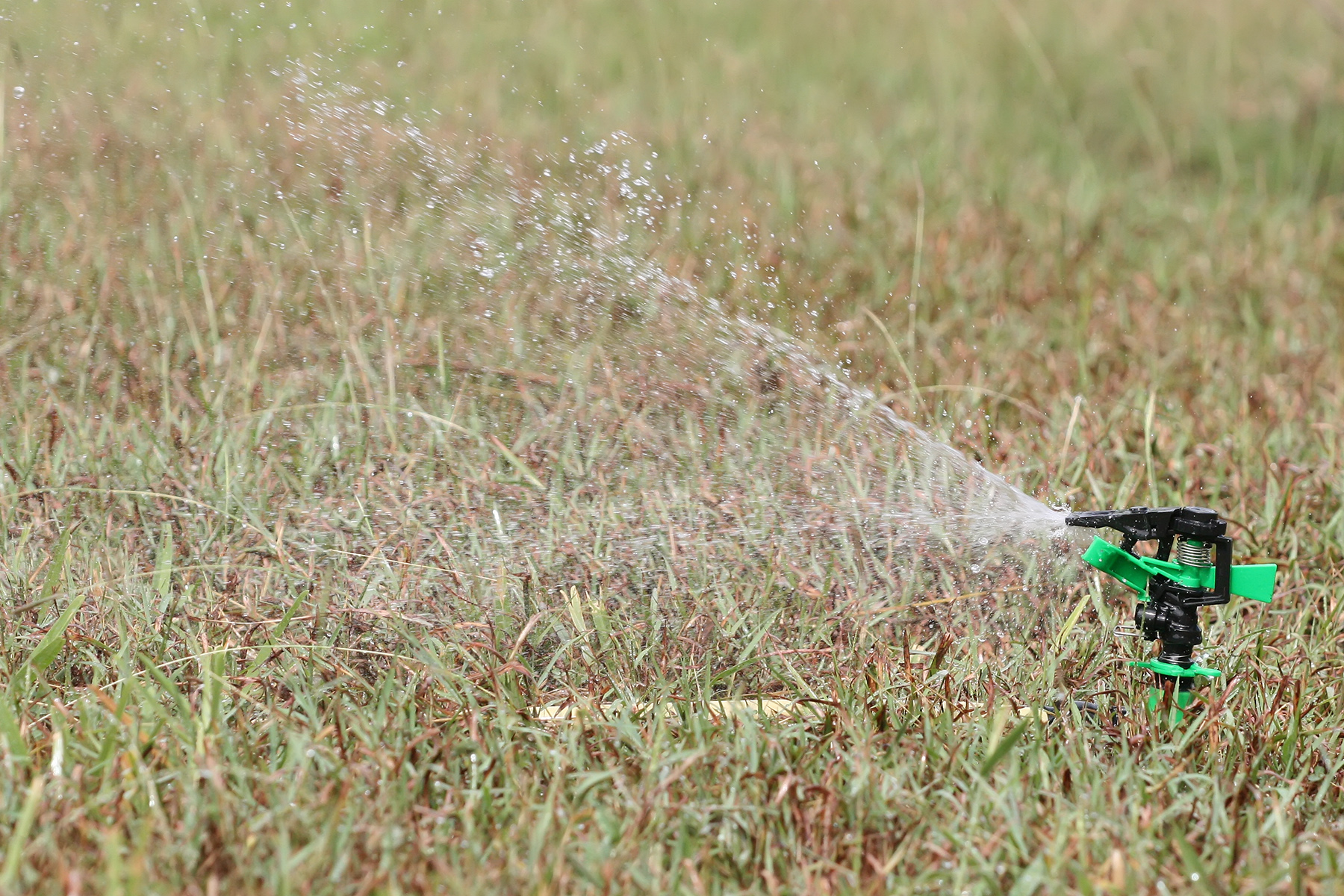
Sprinkler oscillant en action
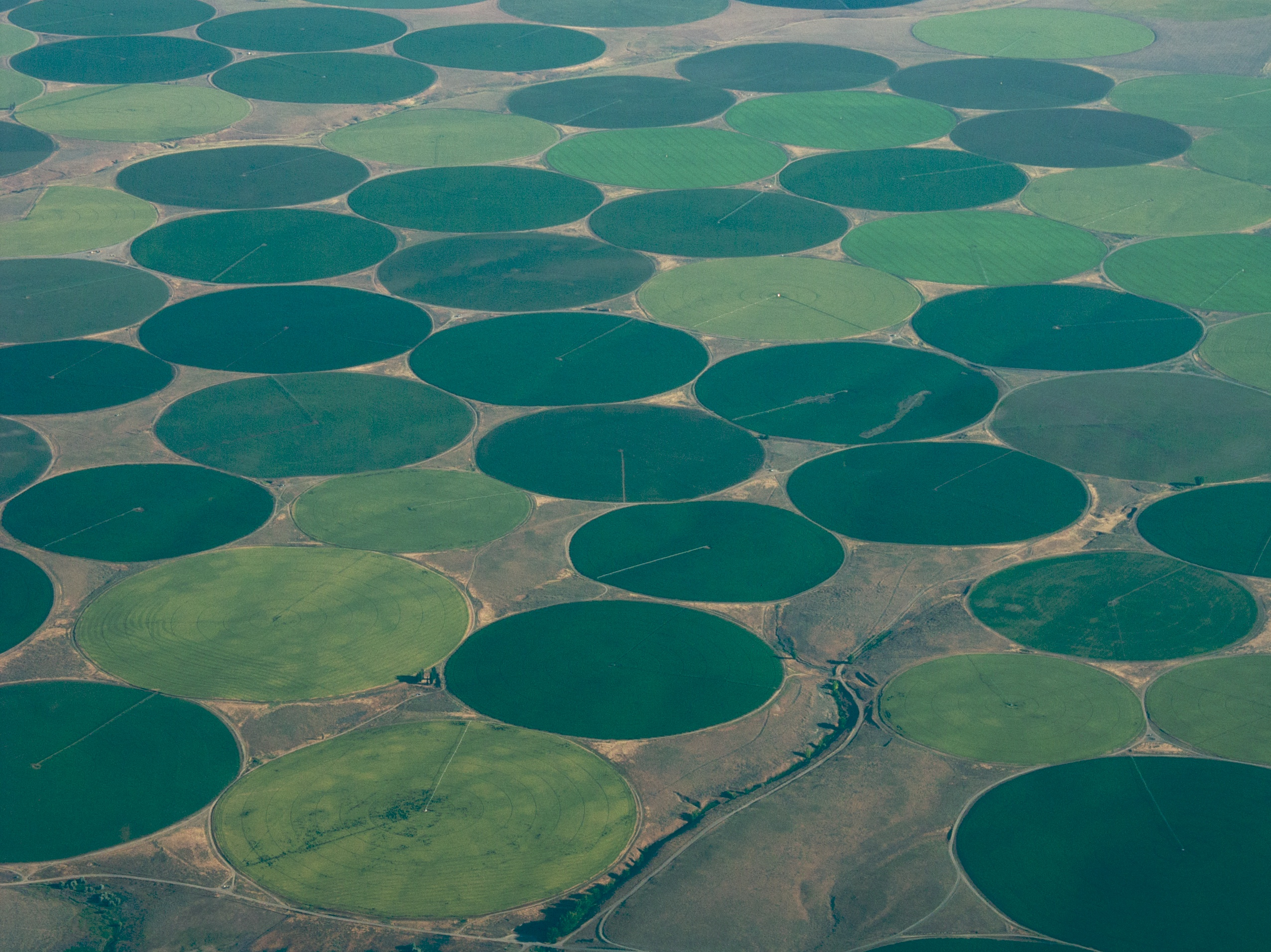
Près du fleuve  Columbia, État de Washington, États-Unis
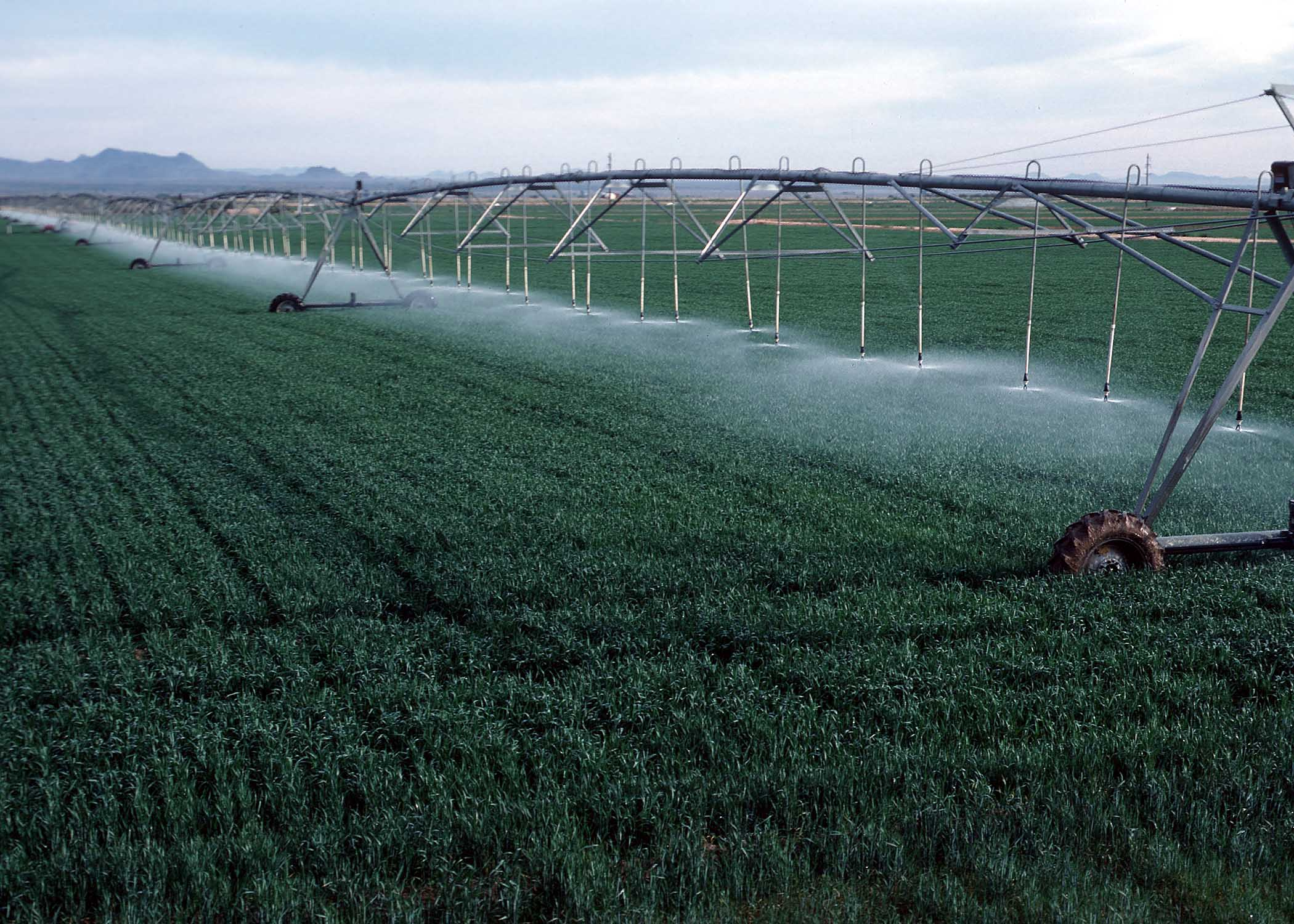
Vue des roues d'un système d'arrosage circulaire à pivot